# Darius Rochebin
 (juin 2024).
Darius Rochebin [da.ʁjys.ʀɔʃ.bɛ̃], francisation de Darius Khoshbin, né le 25 décembre 1966 à Genève, est un journaliste suisse.
De 1998 à 2020, il présente le journal télévisé de la Radio télévision suisse (RTS) ainsi que l’émission d’interview Pardonnez-moi, qui reçoit des personnalités suisses et internationales. En août 2020, il quitte la RTS et rejoint la chaîne française LCI pour y réaliser des interviews quotidiennes. Depuis septembre 2021, il est le présentateur des soirées du vendredi, samedi et dimanche de 20 h à minuit, de LCI.

## Biographie
Darius Noël Khoshbin, est le fils de Alishah Khoshbin (1917-1994), pharmacien né en Iran, et d'Irène Mailler (1940-2008), née en Suisse. Il francise son nom en Rochebin à l'âge de vingt ans.
Après des études de littérature française à l'Université de Genève, il est journaliste au Journal de Genève (1987), puis au magazine L'Illustré, entre à la Télévision suisse romande en 1995. Il présente son premier journal télévisé (TJ-Nuit) en 1996, puis l'édition du week-end en 1997.
À partir de 1998, il est le présentateur du journal national suisse francophone de 19 h 30, repris sur TV5 Monde. À compter de 2008, il assure seul l'animation du journal télévisé.
Il dirige une émission d'interviews, Pardonnez-moi, chaque dimanche.
Il a reçu Vladimir Poutine, François Hollande et Hassan Rohani.
Il a présenté des journaux spéciaux décentralisés lors de grands événements : tsunami en Thaïlande, mort de Jean-Paul II, ouragan Katrina à la Nouvelle-Orléans, la réélection de Barack Obama en 2012 ou encore l'élection du pape François au Vatican.

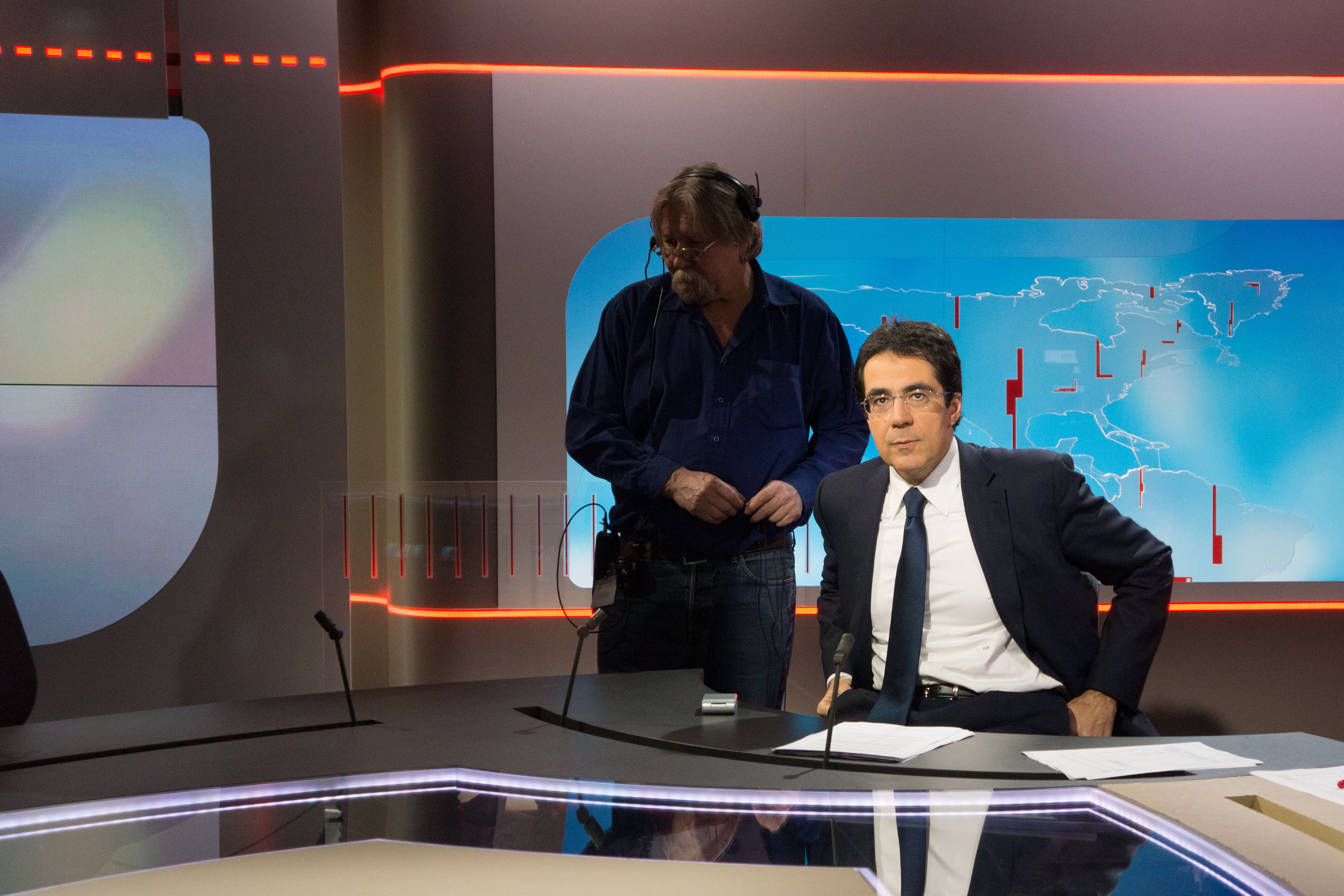
Darius Rochebin en 2013.

En 2011, il est fait chevalier de l’ordre des Arts et des Lettres.
À la rentrée d'août 2019, Darius Rochebin ne présente plus que les éditions du week-end à la mi-journée et en soirée (du vendredi au dimanche), en alternance avec Jennifer Covo.
Le 2 août 2020, il quitte la RTS après 25 ans de collaboration et rejoint le groupe TF1.
Depuis le 24 août 2020, il anime un journal télévisé, suivi d'une entrevue quotidienne du lundi au jeudi, Le 20.00 de Darius Rochebin sur la chaîne LCI. Fin octobre 2020, il est temporairement remplacé par Élizabeth Martichoux à la suite d'accusations de harcèlement sexuel.
Depuis la fin du mois d'août 2021, Darius Rochebin est à l'antenne de LCI du vendredi au dimanche, à la tête du 20.00, et du 22.00 Darius Rochebin, avec Anne Seften.
Il apparait le mercredi 15 décembre 2021 avec Audrey Crespo-Mara pour un entretien de deux heures avec le président de la République, Emmanuel Macron intitulé : Où va la France ? codiffusé sur TF1 et LCI.
À la rentrée, il reprend la tranche 20h / minuit du lundi au jeudi sur LCI avec Émilie Broussouloux, à la suite du départ d'Éric Brunet chez BFM TV.
En novembre 2024, il présente sur TF1, USA 2024, la nuit américaine pour les résultats de l’élection présidentielle, en duo avec Jean-Baptiste Boursier.

## Accusations de harcèlement sexuel
En octobre 2020, le quotidien suisse Le Temps publie une enquête. Plusieurs témoins anonymes déclarent avoir été harcelés sexuellement par le journaliste, ou avoir été l'objet d'un rapport non consenti, à l'époque de son emploi à la RTS. Le journal fait état de conversations avec des mineurs tournant autour de la sexualité, sous le couvert de faux profils sur les réseaux sociaux censés appartenir à Rochebin.
Darius Rochebin « conteste fermement s’être livré à des actes pénalement répréhensibles », et dépose plainte contre Le Temps pour diffamation en décembre 2020 (la plainte est retirée en 2021, à la suite d'un accord avec Ringier). La Liberté parle de « Dariusgate ». Cinq cent cinquante employés de la RTS, dans une lettre ouverte à leur direction, s’étonnent que, dans un message adressé aux équipes du journal, cette dernière évoque uniquement le cas de Darius Rochebin, alors que deux autres hommes sont également évoqués dans l'article du Temps.
Le 16 avril 2021, la SSR livre son rapport d'enquête. Celui-ci relève, en ce qui concerne Darius Rochebin, qu’« aucun des témoignages recueillis ne permet de conclure à des actes relevant de harcèlement sexuel ou psychologique, d'atteinte à la personnalité ou d’une quelconque infraction pénale ». Dans son éditorial du 17 avril, Le Temps se défend en avançant que le rapport « n'infirme aucun des éléments publiés » dans son enquête d'octobre 2020. Le 19 avril, LCI annonce le retour du présentateur. Darius Rochebin est à l'antenne depuis le 26 avril.

## Vie privée
Marié, il a deux filles nées en 2010 et 2017.

## Publications
- Portraits tendres et cruels, Favre, 2006  (ISBN 2-8289-0789-9).
- Dernières conversations avec Gorbatchev, Laffont, 2022  (ISBN 2-2212-6807-5)« Darius Rochebin, l'auteur de ces entretiens, a obtenu les confidences durant vingt-cinq ans » écrit Challenges[28].
- La Guerre et la Grâce : conversation inachevée avec Hélène Carrère d'Encausse, Fayard, 2024, 112 p.  (ISBN 9782213727165)[29]

## Distinction

### Décoration
- Chevalier de l'ordre des Arts et des Lettres (2011)